# (13E)-labda-7,13-dien-15-ol sintaza
(13E)-labda-7,13-dien-15-ol sintaza (EC 3.1.7.10, labda-7,13E-dien-15-ol sintaza) je enzim sa sistematskim imenom geranilgeranil-difosfat difosfohidrolaza (formira (13E)-labda-7,13-dien-15-ol). Ovaj enzim katalizuje sledeću hemijsku reakciju
geranilgeranil difosfat + H2O {\displaystyle \rightleftharpoons } (13E)-labda-7,13-dien-15-ol + difosfat
Enzim iz likopodijumovnog rastinja Selaginella moellendorffii je bifunkcionalan.

## Literatura
- Nicholas C. Price; Lewis Stevens (1999). Fundamentals of Enzymology: The Cell and Molecular Biology of Catalytic Proteins (Third изд.). USA: Oxford University Press. ISBN 019850229X.
- Eric J. Toone (2006). Advances in Enzymology and Related Areas of Molecular Biology, Protein Evolution (Volume 75 изд.). Wiley-Interscience. ISBN 0471205036.
- Branden C; Tooze J. Introduction to Protein Structure. New York, NY: Garland Publishing. ISBN 0-8153-2305-0.
- Irwin H. Segel. Enzyme Kinetics: Behavior and Analysis of Rapid Equilibrium and Steady-State Enzyme Systems (Book 44 изд.). Wiley Classics Library. ISBN 0471303097.

## Spoljašnje veze
- (13E)-labda-7,13-dien-15-ol+synthase на 